# Yunyang
Yunyang (en chino, 郧阳; pinyin, Yún·Yáng (escuchar)ⓘ) es un distrito urbano bajo la administración directa de la Prefectura Shiyan  en la Provincia de Hubei, República Popular China.  Su área es de 3832 km² y su población total para 2010 superó los 550 mil habitantes. 

## Administración
Desde junio  de 2023, el  Distrito Yunyang  se divide en 20 pueblos que se administran en 16 poblados y 4  villas.

## Toponimia y nombres
El topónimo Yunyang [/yin-yang/] se compone de los sinogramas Yun (nombre propio) y Yang (norte).
Yungyang es en ultima estancia de lo queda de territorio de lo que alguna vez fue el Estado Yun (郧国 originalmente registrado 䢵国), un reino vasallo en el Período de Primavera y Otoño, llamado así por la dinastía que lo gobernó, el "clan Yun" (䢵氏). 
En la cultura china el Yang se refiere al norte del agua, por lo que en este caso, es la parte del Reino que estaba situada al norte del río Han. 
El nombre Yun (郧) ha permanecido en sus administraciones a lo largo de su historia como: Villa Yun (郧乡), Provincia Yun (郧州 Yunzhou), Condado Yun occidental (郧西县), Distrito Yunyang (郧阳区), Prefectura Yuyang (郧阳地), Condado villa Yun (郧乡县), entre otros. En 1277 durante la dinastía Yuan, al Condado villa Yun fue borrada la parte "villa" recortando el nombre a Condado Yun (郧县) siendo su sede el Salón Yunyang (郧阳府). El 17 de diciembre de 2014, el Condado Yun fue elevado a distrito y bautizado como Yunyang.